# Ophiorrhiza villosa
Ophiorrhiza villosa är en måreväxtart som beskrevs av William Roxburgh. Ophiorrhiza villosa ingår i släktet Ophiorrhiza och familjen måreväxter. Inga underarter finns listade i Catalogue of Life.